# حكومة سعد الله الجابري الأولى
الحكومة السورية التي تشكلت في 19 أغسطس 1943، هي الحكومة التاسعة والعشرين في تاريخ سوريا الحديث، والرابعة عشر في عهد الجمهورية السورية الأولى، والأولى في عهد شكري القوتلي رئيسًا للجمهورية. تشكلت من أكثرية محسوبة على الكتلة الوطنية. تم خلال عهد هذه الحكومة، نقل إدارة المصالح المشتركة من فرنسا إلى سوريا، وتشمل المصالح المشتركة، مجموعة قطاعات سورية حيوية مثل سكك الحديد، والبريد والبرق، والمصالح المدنية. كذلك فإن أحداث بشامون، واعتقال رئيس الجمهورية بشارة الخوري ورئيس الوزراء رياض الصلح، تم خلال عهدها، فتضامنت سوريا مع لبنان خلال الحادثة. استقالت الوزارة في 14 أكتوبر 1944 نتيجة استفحال الخلاف بين رئيسها ووزير الداخلية لطفي الحفار.

## التشكيل الوزراي
| الترتيب | المنصب           | الصورة | شاغل المنصب        | الحزب          | الحزب | في المنصب من | في المنصب حتى       |
| ------- | ---------------- | ------ | ------------------ | -------------- | ----- | ------------ | ------------------- |
| –       | رئيس الوزراء     |        | سعد الله الجابري   | الكتلة الوطنية |       | 19 آب 1943   | 14 تشرين الأول 1944 |
|         | الخارجية         |        | جميل مردم بك       | الكتلة الوطنية |       | 19 آب 1943   | 14 تشرين الأول 1944 |
|         | الداخلية         |        | لطفي الحفار        | الكتلة الوطنية |       | 19 آب 1943   | 14 تشرين الأول 1944 |
|         | الدفاع الوطني    |        | نصوحي البخاري      | مستقل          |       | 19 آب 1943   | 14 تشرين الأول 1944 |
|         | المعارف          |        | نصوحي البخاري      | مستقل          |       | 19 آب 1943   | 14 تشرين الأول 1944 |
|         | المالية          |        | خالد العظم         | مستقل          |       | 19 آب 1943   | 14 تشرين الأول 1944 |
|         | العدلية          |        | عبد الرحمن الكيالي | الكتلة الوطنية |       | 19 آب 1943   | 14 تشرين الأول 1944 |
|         | الأشغال العامة   |        | مظهر رسلان         | الكتلة الوطنية |       | 19 آب 1943   | 14 تشرين الأول 1944 |
|         | الإعاشة والتموين |        | مظهر رسلان         | الكتلة الوطنية |       | 19 آب 1943   | 14 تشرين الأول 1944 |
|         | الزراعة          |        | توفيق شامية        | الكتلة الوطنية |       | 19 آب 1943   | 14 تشرين الأول 1944 |
|         | التجارة          |        | توفيق شامية        | الكتلة الوطنية |       | 19 آب 1943   | 14 تشرين الأول 1944 |